# История Индонезии
История Индонезии — история Республики Индонезии, а также существовавших ранее на территории этой страны других государственных образований, колониальных владений и иных человеческих общностей.
В доисторическое время на территории Индонезии находились одни из самых ранних ареалов древних людей. Её заселение человеком разумным началось около 60—70 тысяч лет назад, в последующем имело место несколько крупных миграционных волн из континентальной части Азии.
Формирование государственных образований началось в I—III веках н. э. Крупнейшими средневековыми государствами были Шривиджая (VII—XIII века) и Маджапахит (XIII—XVI века), распространявшие свой контроль на значительную часть Малайского архипелага.
В первой половине XVI века началось проникновение европейских колонизаторов. Победу в борьбе за освоение этой части Юго-Восточной Азии одержали Нидерланды, которые к началу XX века объединили под своей властью практически всю территорию современной Индонезии в составе владения Нидерландская Ост-Индия.
Независимость страны была провозглашена 17 августа 1945 года после её трёхлетней оккупации вооружёнными силами Японии. Становление суверенного государства сопровождалось длительной вооружённой борьбой с голландцами, пытавшимися восстановить свой контроль над бывшей колонией. Важнейшими этапными пунктами современной истории были политический кризис 1965 года, завершившийся установлением в стране военного режима, и масштабные либерально-демократические преобразования конца 1990-х — начала 2000-х годов.

## Доисторический период
Территория Индонезии относится к наиболее ранним ареалам расселения древних людей. Так, в центральной части острова Ява было сделано одно из самых значимых палеоантропологических открытий — обнаружение ископаемых останков питекантропа, также известного как яванский обезьяночеловек и представляющего один из подвидов человека прямоходящего. Находки, сделанные в начале 1890-х годов в Триниле нидерландским исследователем Эженом Дюбуа, относятся к периоду раннего палеолита, их приблизительная датировка — от 700 тысяч до 1 миллиона лет назад. Уже в XX веке на Яве были обнаружены останки возможно более древних питекантропов (датировка находок под Моджокерто — до 1,1 млн лет, в Сангиране — 0,7—1,15 млн лет), в а также иных подвидов человека прямоходящего — явантропа и более крупного мегантропа, относящихся примерно к тому же периоду. Еще более древние останки человека прямоходящего были обнаружены в центральнояванском округе Бребес в 2019 году: их возраст составляет порядка 1,8 млн лет. Что касается наиболее поздних представители человека прямоходящего, то они, предположительно, обитали в этих местностях в период от 117 000 до 108 000 лет назад.
Особое место среди представителей древних гоминид, обитавших на индонезийской территории, занимает флоресский человек, останки которого, обнаруженные в 2003 году международной научной экспедицией на острове Флорес, датируются периодом от 95 до 60 тыс. лет назад. По прошествии двух десятилетий после находки вопрос о классификации этого вида остаётся открытым. Некоторыми учёными он рассматривается как ранний подвид человека разумного, однако после ряда более поздних находок на том же Флоресе превалирующей стала точка зрения, квалифицирующая его как измельчавший подвид человека прямоходящего.
До 2010-х годов считалось, что заселение территории Индонезии человеком разумным началось около 45 000 лет назад, однако последние изыскания позволяют говорить о гораздо более древних временах. Так, в соответствии с результатами исследований, обнародованными в 2017 году, два зуба современных людей из пещеры Лида-Аджер (индон. Lida Ajer) на Суматре, найденные Эженом Дюбуа, датируются возрастом от 63 000 до 73 000 лет назад.
В рамках процесса заселения этих территорий современными людьми выделяется несколько крупных миграционных волн, в ходе которых на острова Малайского архипелага с континентальной части Юго-Восточной Азии происходило перемещение представителей различных этнических групп. Наиболее ранние переселенцы принадлежали к негроидной расе. Они впоследствии составили основу этногенеза таких народов Индонезии, как кубу и папуасы. Во втором тысячелетии до н. э. началось проникновение монголоидных народностей, принёсших с собой высокую неолитическую культуру. Первую крупную волну монголоидов во время миграции австронезийцев сформировали так называемые протомалайцы, ставшие предками таких народов, как гайо, ниасы, сасаки, тораджи. В результате второй, более масштабной волны, относящейся к середине первого тысячелетия до н. э., произошло расселение так называемых дейтеромалайцев. Дейтеромалайцы, принёсшие с собой высокоразвитую культуры бронзы и широко распространившие на значительной части территории архипелага земледелие, стали предками большей части современных индонезийцев, в том числе таких многочисленных народов, как яванцы, сунды, мадурцы.
Переход к бронзе на основной территории страны завершился к началу нашей эры, примерно в это же время в прибрежных районах начался переход к культуре железа.

## Доколониальный период (I—XVI века)

### Образование государств (I—VI века)
Время начала процесса политогенеза было весьма различным для разных регионов Индонезии (в ряде мест, в частности, в глубинных районах Новой Гвинеи, он вообще не начинался). Наиболее ранние его свидетельства, обнаруженные в западной части архипелага, относятся к рубежу новой эры: с I по III век н. э. на Суматре, Яве, Калимантане существовало несколько — либо даже несколько десятков — государственных образований. Их материальное наследие сохранилось в минимальном объёме и с большим трудом поддаётся научной интерпретации, соответствующие сведения в индийских, китайских, римских и прочих экстерриториальных источниках отрывочны и скудны. Наиболее древние из них, вероятно, располагались на южном и восточном побережьях Суматры, чуть более поздние — в западной части Явы, однако неустановленными остаются не только их самоназвания, но даже сколь-либо точное географическое положение.
Существование первых государственных образований, названия и расположение которых науке доподлинно известны, относится к несколько более позднему периоду — середине IV века: это Кутай, располагавшийся на восточном Калимантане у низовий реки Махакам, и Тарума, образовавшееся на западной оконечности Явы. Если история Кутая изучена крайне слабо и даже примерные сроки его существования остаются неизвестными, то развитие Тарумы прослеживается достаточно обстоятельно вплоть до её гибели в конце VII века. Тарума, очевидно, отличалась более сложной административной системой и развитыми общественными отношениями, более разнообразной материальной культурой и была в большей степени вовлечена во внешнеторговые и культурные обмены. При этом общим и для Тарумы, и для Кутая является существенное индийское культурное влияние, выражавшееся, в частности, в распространении индуизма и формировании сословной иерархии, сходной с системой варн в Древней Индии. Влияние китайской цивилизации, также прослеживаемое в их развитии, было намного менее значительным.
Первые письменные памятники Кутая и Тарумы относятся к V — VI векам. Важнейшими источниками информации по их истории, как и в случае с более поздними индонезийскими государствами, являются праса́сти (индон. prasasti) — каменные стелы и таблицы с надписями на санскрите, служившем в обоих государствах языком богослужения и летописей.

### Укрупнение государственных образований (VII—XVI века)
Первым древнеиндонезийским государством, территория которого распространилась на несколько островов, стала Шривиджая, первые достоверные сведения о которой приходятся на конец VII века, притом, что возникновение предположительно относится к более раннему периоду — IV—V векам. Основанная на южной Суматре в долине реки Муси, Шривиджая на этапе своего максимального могущества (конец VIII века) контролировала всю территорию Суматры, бо́льшую часть Явы и Малаккского полуострова. Просуществовавшая до конца XIV века, она обладала весьма разветвлёнными внешнеторговыми связями и предпринимала масштабные военные экспедиции в сопредельные районы. Многочисленные упоминания о ней сохранились в китайских, индийских, ближневосточных исторических источниках. Господствующей религией был тантрический буддизм — именно властями Шривиджаи был построен крупнейший буддистский храм Индонезии Боробудур. При этом в различные периоды прослеживается и существенное влияние индуизма, которое стало особенно заметным после масштабного морского вторжения со стороны тамильского государства Чола под предводительством Раджендры I в конце первой четверти XI века.
В другом крупном средневековом индонезийском государстве — Матараме, располагавшемся в VIII—XI веках на центральной и восточной Яве и ведшем ожесточённую борьбу с Шривиджаей за влияние в регионе, буддизм и индуизм также сосуществовали и несколько раз чередовались в качестве государственных религий, при этом последний оставил значительно более существенное материальное наследие — в частности, крупнейший индуистский храмовый комплекс Прамбанан. При том, что и в Шривиджае, и в Матараме санскрит сохранялся в качестве языка богослужений и духовной литературы, именно к периоду этих государств относится появление письменных памятников на аборигенном языке — старояванском. Наиболее древним из выявленных к настоящему времени является текст, высеченный на каменной плите, обнаруженной под городом Сукабуми, который датируется 804 годом.
К числу наиболее значительных государств, также существовавших на индонезийской территории одновременно с Шривиджаей, относятся Сунда (западная Ява, VII—XVI века, возникшее после раскола Тарумы), Кедири (центральная и восточная Ява, XI—XIII века, возникшее после раскола Матарама), Сингасари (центральная и восточная Ява, XIII век, возникшее после военного поражения Кедири).
Основой экономики всех упомянутых государственных образований — как и тех, которые существовали на этих территориях позднее, являлось земледелие, главной сельскохозяйственной культурой — рис, возделывавшийся главным образом на заливных полях. Значительное развитие получила система ирригации. Костяк населения составляли свободные земледельцы, объединённые в общины. При этом сколь-либо точно определить механизмы общественно-экономических отношений, в том числе относящиеся к земельной собственности, для периода V—VII веков не представляется возможным в силу скудости соответствующих источников.
В VIII — IX веках по крайней мере в западной и центральной частях Явы, ставших к этому моменту наиболее развитыми в социально-экономическом плане районами, прослеживается полицентрическая, преимущественно двухуровневая собственность на землю: сельскохозяйственные угодья принадлежали как местным князьям, носившим титул ра́ка, так и стоявшему над ними монарху с тенденцией постепенного расширения властных и имущественных полномочий последнего. К концу IX века, очевидно, завершился переход к моноцентрической системе земельной собственности — вся земля перешла в распоряжении монарха, тогда как рака сформировали слой наследственной аристократии вотчинного типа. На восточной Яве, где государственные институты в конце IX века только начали формироваться после присоединения этой территории к владениям Матарама, сословия рака, судя по всему, не сложилось вообще, и система земельной собственности там изначально была моноцентричной: матарамский махараджа сразу выстроил непосредственные отношения с верхушками местных общин, получая от них земельную ренту напрямую. Именно эта часть Явы позднее, в X — XI веках, стала центром хозяйственной активности Матарама и в целом передовым в экономическом отношении районом.
К концу XIII века относится формирование самого крупного, могущественного и развитого в социально-экономическом отношении государства доколониального периода — империи Маджапахит. Его образование произошло в условии внутренней дестабилизации и ослабления Сингасари, усугублявшихся внешним давлением со стороны Монгольской империи. Монгольское вторжение на Яву, произошедшее в 1292 году, спровоцировало мятеж одного из удельных сингасарских правителей против верховного властителя Картанегары, завершившийся гибелью последнего и распадом этого государства. Присутствие монголов на Яве оказалось непродолжительным: зять Кертанегары Раден Виджая, первоначально заключивший с захватчиками союз, уже в 1293 году нанёс их войскам ощутимый удар и принудил их к эвакуации. Фактически сразу после изгнания монголов Раденом Виджаей было провозглашено создание государства Маджапахит с одноимённой столицей на восточной Яве в районе современной Сурабаи.
Уже в течение первых десятилетий своего существования Маджапахит контролировал всю территорию бывшего Сингасари, а позднее развернул активную экспансию практически во все части Малайского архипелага. Пик могущества этой талассократии пришёлся на вторую половину XIV века — период царствования правителя Хаяма Вурука и успешных завоевательных походов его верховного министра и полководца Гаджа Мады. К концу правления Хаяма Вурука в 1389 году собственная территория и вассальные владения Маджапахита включали в себя бо́льшую часть территории нынешней Индонезии. Так, основной источник информации об этом этапе развития Маджапахита, историческая поэма Нагаракертагама, свидетельствует о 98 различных государственных и племенных образованиях от Суматры до Новой Гвинеи, признававших суверенитет Хаяма Вурука. Вместе с тем, степень контроля центральных властей над периферией была, очевидно, не всегда высокой, а зависимость многих из вассальных владений носила достаточно символический характер.
Для периода развитого Маджапахита характерно существенное изменение и усложнение системы социально-экономических отношений. Из среды свободных общинников выделилась достаточно крупная страта служилого населения, верхушка которого со временем сформировала прослойку новой аристократии, наделявшейся монархом как политическими, так и экономическими полномочиями, в частности, правом сбора ренты-налога. Важной особенностью духовной жизни империи была свобода вероисповедания: в государстве свободно исповедовались буддизм, шиваизм и особая разновидность местного языческого культа, при этом тот же Хаям Вурук официально являлся покровителем всех этих религий.
Свойственный Маджапахиту невысокий уровень государственной централизации, облегчавший территориальную экспансию, в конечном счёте оказался для него губительным. Развитие и автономизация ряда яванских и суматранских областей привели в XV веке к поэтапному распаду империи: вассальные владения провозглашали независимость либо фактически переходили к полному самоуправлению — иногда этот процесс проходил мирно, иногда сопровождался военными действиями. В 1527 году столица Маджапахита была захвачена союзными войсками нескольких яванских новообразованных государств, и империя перестала существовать.
В XIII веке на территории Индонезии началось активное распространение ислама, проникавшего главным образом с Малаккского полуострова и с восточного побережья Индии. Первым мусульманским государством в XIV веке стало княжество Пасей, находившееся на северной оконечности Суматры. Немного позднее ислам распространился в значительной части Маджапахита, его в качестве государственной религии приняли государственные образования, сформировавшиеся в XV—XVI веках на территории Маджапахита: второй Матарам, Бантам, Демак и др. (известно, что именно приверженность новой вере была в немалой степени объединяющим началом в их борьбе с маджапахитскими правителями) Главы этих государств носили, как правило, титул султана; сами государства, соответственно, назывались султанатами. К концу XVI века ислам стал господствующей религией на большей части территории Индонезии, хотя во многих регионах сохранялись очаги буддизма и индуизма, а также традиционных местных верований, носители которых, как правило, вполне бесконфликтно сосуществовали с мусульманами.

## Колониальный период (XVI век — 1942)

### Проникновение европейцев (1512—1602)
Проникновение европейских колонизаторов на территорию Индонезии, начавшееся в первой половине XVI века, было вызвано высоким спросом на специи и пряности. Соответствующие растения в изобилии произрастали в восточной части Малайского архипелага — на Сулавеси, Молуккских и Малых Зондских островах — именно этот регион представлял основной интерес для европейцев. Первыми к его освоению приступили португальцы: в 1512 году сюда была направлена экспедиция под командованием Антониу ди Абреу, часть которой во главе с Франсишку Серраном обосновалась на острове Тернате и наладила поставки местных пряностей в Португалию. На Молукках португальцам пришлось вступить в соперничество с испанцами, закрепившимися в 1526 году на острове Тидоре, однако их противостояние было недолгим: в 1529 году между Мадридом и Лиссабоном был заключен Сарагосский договор о разграничении сфер влияния в Тихом океане, по которому все территории нынешней Индонезии отводились Португалии.
Основные колонизаторские усилия португальцев были сосредоточены на богатых пряностями островах — Тидоре, Тернате, Амбоне и Тиморе. Вместе с тем, стремясь обеспечить перевалочные пункты для морского сообщения с новообретёнными колониями, они приступили к освоению прибрежных участков и в западной части архипелага, в частности, на Яве. В этих целях было заключено соглашение с королевством Сунда, по которому последнее предоставляло португальцам в пользование несколько портов на Яванском море. Появление португальцев в этом районе натолкнулось на противодействие ряда мусульманских правителей Явы и Суматры, вылившееся в серию вооружённых конфликтов. В частности, в 1527 году бантамскому военачальнику Фатахилле удалось изгнать португальский флот из гавани Сунда-Келапа, находящейся на территории нынешней столицы Индонезии Джакарты.
В последней четверти XVI века к освоению архипелага приступили другие европейские державы — Великобритания и Нидерланды. Первым из британцев здесь оказался Фрэнсис Дрейк, побывавший на Молукках в 1579 году в ходе своего кругосветного плавания и доставивший оттуда в Лондон партию пряностей. До конца XVI века сюда направлялось несколько британских военно-морских экспедиций, не только вывозивших пряности, но и занимавшихся в водах архипелага каперством. Голландцы оказались на территории Индонезии немного позднее (экспедиция Корнелиса де Хаутмана 1596—1597 годов), однако приступили к её освоению гораздо интенсивнее и в течение нескольких лет по количеству и составу экспедиций значительно превзошли британцев. На рубеже XVI—XVII веков Португалия, оказавшаяся к тому времени в унии с Испанией, Нидерланды и Великобритания вступили в открытое противоборство за контроль над островами, заключая экономические соглашения и военные союзы с различными местными правителями. В различных районах архипелага происходили боевые столкновения европейских экспедиций и гарнизонов — в основном небольшие по масштабу. Для консолидации усилий по освоению колоний предпринимателями вовлечённых стран создавались специальные торгово-экономические объединения, заручавшиеся государственной поддержкой: в 1600 году была учреждена Британская Ост-Индская компания, в 1602 году — Нидерландская Ост-Индская компания.

### Нидерландская Ост-Индская компания (1602—1798)
Нидерландская Ост-Индская компания (НОИК), значительно превосходя по финансово-экономическому потенциалу своих британских и португальских конкурентов, уже в первом десятилетии XVII века приступила к созданию сети опорных пунктов как в восточной, так и в западной части архипелага. При этом ею не только создавались соответствующие концессии и военно-оборонительные сооружения: на островах размещались колонии голландских поселенцев. В 1610 году НОИК была создана административная структура, призванная на месте осуществлять управление колониями, получившими обобщающее название «Нидерландская Ост-Индия». Первым её руководителем — генерал-губернатором — стал Питер Бот. Помимо соответствующего чиновничьего аппарата, в распоряжение генерал-губернатора отводились внушительные вооружённые силы — сухопутные и морские. Изначально административный центр Нидерландской Ост-Индии располагался на Молукках, однако в 1619 году он переместился в Батавию (нидерл. Batavia) — крепость, заложенную голландцами на месте сунданского поселения Джаякерта (индон. Jayakerta), которое, в свою очередь, было ранее создано на месте Сунда-Келапы, упоминавшейся в подразделе «Проникновение европейцев».
К началу 1720-х годов НОИК удалось вытеснить с архипелага португальцев — единственным владением, которое удалось удержать Лиссабону, была восточная часть острова Тимор. В 1727 году, после серии военных столкновений с голландцами, последних владений здесь лишились британцы (освоение ими северной части Калимантана и Сингапура началось значительно позднее, в XIX веке).
Добившись фактической монополии на колонизацию территории Индонезии, голландцы постепенно расширяли свои владения. Первоочередному освоению подверглись Молукки и Ява. При этом в непосредственную собственность НОИК изначально аннексировались лишь относительно небольшие участки прибрежных территорий. Основным методом контроля было косвенное управление: Компания подчиняла формально независимые государственные образования архипелага, заключая с ними в той или иной форме неравноправные соглашения. К туземным правителям, как правило, прикомандировывались колониальные чиновники — так называемые резиденты, имевшие полномочия контролировать их внешние сношения, а также основную хозяйственную деятельность на соответствующих территориях.
Основными методами эксплуатации колонии в этот период стали введение дополнительных форм налогообложения и принудительное производство сельскохозяйственной продукции. В силу того, что ещё до конца XVII века спрос на специи и пряности в Европе значительно понизился, голландцам пришлось существенно диверсифицировать соответствующую аграрную номенклатуру. На Яве, Суматре, Сулавеси и Молукках было разбито большое количество плантаций кофе, сахарного тростника, табака, индиго, тикового дерева.
Проявления сопротивления со стороны местных правителей и народные волнения подавлялись силовым путём. Техническое и организационное превосходство голландцев обеспечивало им, как правило, быструю победу над противником при относительно незначительных потерях. Наиболее масштабными конфликтами, потребовавшими от НОИК задействования значительных военных сил и серьёзных финансовых затрат, стали восстания под руководством Трунаджаи и Сурапати, произошедшие на Яве, соответственно, в 1674—1679 и 1684—1706 годы.
Систематически практиковалась тактика вмешательства в войны или внутренние смуты местных государств с целью их ослабления и последующего подчинения. Наиболее масштабные операции подобного рода были проведены в середине XVIII века в отношении крупнейшего из этих государств — яванского султаната Матарам. Вмешавшись в междоусобицу представителей местной правящей династии, Компания в 1755 году добилась расчленения султаната. По условиям Гиянтского соглашения значительная часть Матарама присоединялась к владениям НОИК, а на остальной его территории образовывались два новых, зависимых от НОИК султаната: Джокьякарта и Суракарта. При этом, стремясь обеспечить лояльность местной феодальной знати, голландцы достаточно редко подвергали репрессиям даже тех её представителей, которые выступали против них с оружием в руках, предпочитая, по возможности, принуждать противника к капитуляции на почётных условиях. Так, не признавший условия Гиянтского соглашения Раден Мас Саид после своего военного поражения получил в наследственное управление княжество Мангкунега́ран, территория которого была отторгнута от Суракарты.
Несмотря на успехи колонизаторской деятельности НОИК, последняя четверть XVIII века стала периодом резкого ухудшения её финансово-экономического положения. Под воздействием последствий неудачной для Нидерландов англо-голландской войны 1780—84 годов и изменений международной экономической конъюнктуры Компания оказалась в глубоком кризисе, который стал для неё губительным: в 1796 году управление переживавшей банкротство НОИК было передано нидерландскому правительственному комитету по ост-индским делам. В 1798 году Батавская республика приняла на себя все соглашения, долги и обязательства Компании, а в 1800 году она была окончательно ликвидирована.

### Прямая зависимость от Нидерландов (1798—1942)

#### Период наполеоновских войн и британской оккупации (1798—1824)
Зависимость от НОИК сменилась аналогичными отношениями колонии непосредственно с Нидерландами, причём подобная трансформация не подразумевала сколь-либо существенных изменений системы колониального управления — администрацией Ост-Индии по-прежнему руководил генерал-губернатор, представлявший уже не НОИК, а непосредственно нидерландское правительство. В то же время, с учётом подчинения в этот период Нидерландов наполеоновской Францией, очередной генерал-губернатор, Херман Виллем Данделс, прибывший на Яву в 1808 году, получил это назначение от Людовика I Бонапарта и, соответственно, проводил курс на обеспечение именно французских интересов, заключавшихся, прежде всего, в защите территории Нидерландской Ост-Индии от британцев. Последние, находясь в состоянии войны как с французами, так и с их сателлитами — голландцами, уже предприняли к этому времени ряд вторжений в периферийные районы колонии, захватив, в частности, острова Банда и Тернате. Сосредоточив усилия на обороне Явы как главного острова нидерландских владений, Данделс не только проводил масштабные мобилизационные работы и приступил к ускоренному развитию военной инфраструктуры, но и повёл курс на централизацию системы гражданской администрации и резкое ограничение власти туземных правителей. Всё это происходило в тяжёлых социально-экономических условиях: осуществлявшаяся британским флотом морская блокада колонии свела к минимуму её внешнеторговые связи.
В августе 1811 года британские войска высадились на Яве. Преемник Данделса на посту генерал-губернатора Ян Виллем Янсенс, сохранивший верность Людовику Бонапарту, в течение нескольких недель оказывал сопротивление при опоре на голландские, французские и туземные подразделения, однако после серии поражений был пленён англичанами и капитулировал. На Яве была учреждена британская администрация во главе с вице-губернатором ост-индских владений Великобритании Томасом Стэмфордом Раффлзом. Её фактический контроль практически не распространялся за пределы острова, однако правители многих государственных образований Суматры, Бали, Мадуры, южного Калимантана признали суверенитет британцев, заключив с их администрацией соответствующие договоры.
Под руководством Раффлза в короткие сроки был проведён ряд существенных административных и экономических преобразований, причём новые методы управления и хозяйствования, как правило, значительно превосходили по эффективности нидерландские. Кроме того, в период британской оккупации административный центр колонии был перенесён из Батавии в Бейтензорг (ранее, с 1746 года, там находилась только летняя резиденция голландского генерал-губернатора).
В августе 1816 года Ост-Индия была возвращена Великобританией освобождённым от Наполеона Нидерландам по условиям англо-голландской конвенции, подписанной в Лондоне 13 августа 1814 года. В течение нескольких лет администрация Британской Ост-Индской компании пыталась удержать за собой отдельные районы Суматры и Калимантана, однако новое межгосударственное соглашение, подписанное 17 марта 1824 года в Лондоне, зафиксировало отказ англичан от каких-либо территориальных претензий к голландцам.

#### Восстановление нидерландской администрации, расширение её владений (1824 — начало XX века)
После восстановления нидерландской колониальной администрации осуществлённые британцами административные и хозяйственные преобразования подверглись существенному пересмотру. При этом изначально голландцы попытались в целом продолжить линию на ускоренную модернизацию системы управления и экономической эксплуатации колонии. Этих целей предполагалось достичь, в частности, за счёт встраивания местной феодальной верхушки в административную структуру, стимулирования саморазвивающегося товарного производства на основе системы земельной ренты-налога, расширения практики товарно-денежных отношений. Однако проект реформ был реализован лишь в незначительной степени, и в итоге голландская колонизационная модель не претерпела принципиальных изменений. Так, туземные правители остались практически не интегрированными в управленческую вертикаль: взаимодействие с ними по-прежнему осуществлялось через прикомандированных голландских чиновников-резидентов, формально находившихся в статусе советников, но в реальности во всё большей степени сосредотачивавших в своих руках управление соответствующими государственными и родо-племенными образованиями.
Усилия голландцев по укреплению своей власти натолкнулись на серьёзное сопротивление со стороны местного населения, в том числе, части знати: 1820-е — 1830-е годы были ознаменованы чередой мощных антиколониальных выступлений. Самым крупным конфликтом подобного рода за всю историю голландского владычества в Индонезии стала Яванская война 1825—1830 годов — восстание под руководством Дипонегоро, побочного сына правителя Джокьякарты. В течение короткого времени Дипонегоро, выступившему под лозунгами создания независимого исламского государства, удалось мобилизовать хорошо организованное ополчение, насчитывающее десятки тысяч человек, и нанести несколько чувствительных ударов голландцам. В 1826—1828 годах восставшие контролировали значительную часть центральной Явы, и только после существенного увеличения численности нидерландских войск и возведения колонизаторами в конфликтных районах развитой системы фортификационных сооружений они были вынуждены перейти к оборонительной тактике. В марте 1830 года после серии поражений остатки армии Дипонегоро были блокированы в районе города Магеланг, после чего сам он был захвачен в плен.
За подавлением восстания Дипонегоро последовало ужесточение контроля над яванскими государствами: в сентябре 1830 года представителями Джокьякарты, Суракарты и голландской администрации было подписано соглашение, окончательно оформившее зависимость обоих султанатов от Гааги в качестве протекторатов и вписавшее их в административную систему Нидерландской Ост-Индии. Монархическая форма правления в обоих случаях сохранялась, однако полномочия султанов приобретали в основном церемониальный характер, в то время как реальная власть переходила в руки резидентов.
Другими масштабными выступлениями в этот период стали восстание 1817 года под руководством Паттимуры на южных Молукках и война Падри 1821—1837 годов на западной Суматре. Для их подавления голландцам также потребовалась переброска в проблемные регионы крупных войсковых подразделений и создания там усиленной военной инфраструктуры. Так же, как и на Яве, за поражением восставших последовало резкое ужесточение колониального контроля на местах.
Упомянутые восстания не помешали голландцам планомерно расширять географические рамки своего влияния на архипелаге и максимально ограничивать автономию формально независимых местных государств. Если в начале 1830-х годов к их непосредственным владениям относились территории Явы, Мадуры, южных Молукк, южной оконечности Суматры и северо-восточной оконечности Сулавеси, то к началу 1860-х годов под полный контроль были взяты центральная Суматра, северные Молукки и обширные территории на юге Калимантана, суверенитет Нидерландов признали князья Бали. Вне этих территорий была создана сеть концессий и опорных пунктов. В течение 1890-х — 1900-х годов к голландским владениям были присоединены Ломбок и другие острова из числа Малых Зондских, до того сохранявшие независимость, было начато освоение западной части острова Новая Гвинея, права на которую Гаага ранее приобрела по итогам серии соглашений с Лондоном. В 1903 году в состав Нидерландской Ост-Индии был включён султанат Ачех, хотя организованное вооружённое сопротивление сторонников его независимости продолжалось до 1913 года. Таким образом, в 1910-е годы под властью Нидерландов завершилось объединение всей территории современной Индонезии, население которой в этот период составляло около 40 миллионов человек.
С правителями подчинённых местных государственных формирований, как правило, подписывался краткий типовой договор, оговаривавший признание соответствующей территории частью Нидерландской Ост-Индии и суверенитета нидерландского монарха, обязательства по повиновению генерал-губернатору и отказу от вступления в какие-либо сношения с третьими странами. За первые два десятилетия XX века было подписано более 250 подобных соглашений.
Методы экономической эксплуатации колонии изменялись по мере экономического развития самих Нидерландов: на смену системе принудительных культур во второй половине XIX века пришло плантационное хозяйство, на Суматре, Калимантане и, в меньшей степени, на Яве и Молукках получила развитие горнодобывающая промышленность. Всё большее значение приобретала реализация на местном рынке голландских товаров. С начала XX века к активному участию в освоении Нидерландской Ост-Индии Гаагой были допущены монополии других европейских стран и США.
На рубеже XIX и XX веков нидерландское правительство начало планомерную корректировку методов освоения Индонезии в сторону определённой либерализации, провозгласив так называемый «Этический курс», предусматривавший отмену части повинностей местного населения, некоторое расширение его экономических прав и доступа к образованию и здравоохранению.

#### Становление национально-освободительного движения, вступление во Вторую мировую войну (начало XX века — 1942)
Важнейшим моментом развития Нидерландской Ост-Индии в начале XX века стало становление институциализированного национально-освободительного движения. Созданию соответствующих общественно-политических структур предшествовал достаточно длительный процесс формирования национальной индонезийской интеллигенции и её идеологической фрагментации. Первыми организациями, провозгласившими своей конечной целью достижение государственной независимости, были созданная в 1908 году «Буди Утомо» и учреждённый в 1911 году «Сарекат Ислам» — первая выступала под светскими, вторая — под мусульманскими лозунгами. Вскоре под воздействием процессов, происходивших в России и Европе, сформировалось весьма активное левое крыло движения: в 1914 году была создана первая социал-демократическая ячейка, в 1920 году оформилась Коммунистическая партия Индонезии. В 1927 году была учреждена Национальная партия Индонезии во главе с Сукарно — будущим президентом страны, в короткие сроки ставшая одной из ключевых политических сил колонии. В начале 1930-х годов Сукарно были сформулированы принципы мархаэнизма — доктрины, предусматривающей независимое развитие Индонезии по социалистическому пути с национальной спецификой, ставшее идеологией наиболее мощного течения в рамках национально-освободительного движения.
Стремясь сбить волну освободительного движения, голландцы искали пути взаимодействия с частью формировавшейся национальной индонезийской общественно-политической элиты. Так, в 1918 году был сформирован первый в истории Ост-Индии представительный орган — Народный совет (нидерл. Volksraad), в состав которого входили заседатели, представлявшие как нидерландскую колониальную администрацию, так и коренное население Ост-Индии, а также многочисленную и влиятельную китайскую общину. Изначально совет наделялся исключительно совещательными функциями: в частности, генерал-губернатору предписывалось «консультироваться» с ним по финансовым вопросам. В 1925 году совет получил право законодательной инициативы, однако все его решения подлежали утверждению генерал-губернатором.
В первой четверти XX века благодаря достаточно умеренному настрою основных национально-освободительных сил и определённому либерализму голландской администрации социально-политическая обстановка в колонии оставалась относительно стабильной. Однако с середины 1920-х годов местная компартия и ряд союзных ей организаций взяли курс на насильственное свержение власти Нидерландов, что привело к двум крупным вооружённым восстаниям на Яве и Суматре — соответственно, в ноябре-декабре 1926 года и в январе 1927 года. За подавлением этих выступлений последовала серия репрессий в отношении лидеров левого движения, однако долгосрочного ужесточения колониальной политики голландцев не произошло — в конце 1920-х — 1930-х годах курс на поэтапную либерализацию был продолжен.
К концу 1920-х годов относится вхождение в активный общественный обиход самого названия «Индонезия», введённого в научный лексикон во второй половине XIX века рядом западных специалистов. Рубежным событием в этом плане считается проведение в Джакарте 27—28 октября 1928 года конгресса молодёжных организаций национально-освободительного толка, в ходе которого был впервые публично исполнен гимн «Великая Индонезия» (индон. Indonesia Raya) и провозглашена так называемая «Клятва молодёжи» (индон. Sumpah Pemuda) — присяга на верность единой родине — Индонезии, единой нации — индонезийской, единому языку — индонезийскому.
Первое: Мы, сыны и дочери Индонезии, признаём одну Родину — индонезийскую землю.
Второе: Мы, сыны и дочери Индонезии, признаём принадлежность к одной нации — индонезийской нации.
Третье: Мы, сыны и дочери Индонезии, привержены объединяющему языку — индонезийскому языку.
Клятва молодёжи, 28 октября 1928 года
В начале Второй мировой войны в силу нейтралитета Нидерландов Индонезия не была вовлечена в военные действия или приготовления. Однако после оккупации Нидерландов в мае 1940 года гитлеровской Германией нидерландское правительство, перебравшееся в Лондон, объявило об участии своих вооружённых сил, остававшихся в колониях, в войне на стороне Антигитлеровской коалиции. В мае же в Индонезии было введено осадное положение, администрация колонии развернула масштабные мобилизационные работы, на Яве, Суматре и некоторых других островах были размещены подразделения вооружённых сил союзников — британцев и австралийцев. 7 декабря 1941 года, сразу после нападения Японии на Пёрл-Харбор, генерал-губернатор Т. ван Стакенборг Стахаувер объявил о том, что Нидерландская Ост-Индия находится в состоянии войны с ней. В январе силы Королевской нидерландской ост-индской армии были подчинены объединённому командованию американо-британо-голландско-австралийских сил, сформированному для противостояния японцам в Юго-Восточной Азии.

### Период японской оккупации (1942—1945)
Боевые действия на территории Индонезии начались в январе 1942 года после вторжения японцев на остров Таракан. Сопротивление союзников было непродолжительным: после серии проигранных морских сражений в акватории Яванского моря и небольших по масштабу сухопутных боестолкновений на Калимантане, Суматре и Яве в феврале — марте 1942 года их основные силы были пленены или эвакуированы (лишь в восточной части архипелага военные действия продолжались до начала 1943 года). В ночь с 8 на 9 марта Т. ван Стакенборг Стахаувер подписал соглашение о безоговорочной капитуляции.
С учётом размеров территории Индонезии её оккупационное управление было децентрализовано и осуществлялось через соответствующие структуры различных соединений японских вооружённых сил: Ява и Мадура отводились в зону оккупации 16-й армии, Суматра и ряд прилегающих островов — в зону оккупации 25-й армии, бо́льшая часть остальной территории — в зону оккупации 2-го флота. Архипелаги Риау, Бунгуран и ещё несколько небольших островных территорий, прилегающих к Малаккскому полуострову, были отведены в зону ответственности армий, оккупировавших британские колонии — Сингапур, Малайю и Саравак.
Как и на других завоёванных территориях Юго-Восточной Азии, японская оккупационная администрация, стремясь заручиться максимальной поддержкой местного населения, проводила в Индонезии курс на стимулирование националистических, антиевропейских настроений, подчёркивая этническую и культурную близость между индонезийцами и японцами. Освобождённые из тюрем осуждённые до войны голландцами лидеры национально-освободительного движения (в том числе Сукарно) привлекались к сотрудничеству: под контролем японских властей им разрешалось создание общественно-политических структур националистического толка. Так, под руководством Сукарно в 1942 году была учреждена организация ПУТЕРА (индон. PUTERA, Pusat Tenaga Rakyat — «Центр народной силы»), преобразованная в 1943 году в «Союз верности народу Явы». Кроме того, в сотрудничестве с рядом местных деятелей японцами было сформировано индонезийское военное ополчение ПЕТА (индон. PETA, Pembela Tanah Air — «Защитники родины»), в ряды которого к 1945 году было мобилизовано более 37 тысяч местных жителей.
Подобная политика имела определённый успех: к сотрудничеству с японцами в начальный период оккупации склонились бо́льшая часть национальной элиты страны и достаточно широкие общественные слои. Однако поддержка японской администрации среди индонезийцев значительно ослабла после проведённой оккупантами масштабной мобилизации местного населения на принудительные сельскохозяйственные и военно-инженерные работы и систематического насильственного изъятия продовольствия. В 1943—1945 годах в различных районах Индонезии происходили антияпонские выступления, в том числе с участием выходивших из-под японского контроля формирований ПЕТА, которые, как правило, жёстко подавлялись.
В 1945 году, пытаясь сохранить поддержку среди индонезийских националистов, японская администрация объявила о начале практической подготовки к предоставлению Индонезии государственной независимости. С этой целью в марте 1945 года был сформирован Исследовательский комитет по подготовке индонезийской независимости (индон. Badan Penyelidik Usaha Persiapan Kemerdekaan Indonesia, BPUPKI) в составе нескольких десятков активистов местного национально-освободительного движения (в их числе — Сукарно и будущий вице-президент страны Мохаммад Хатта). Исследовательским комитетом был подготовлен проект индонезийской конституции; на одном из его заседаний 1 июня 1945 года Сукарно провозгласил принципы Панча Сила, ставшие впоследствии основой государственной идеологии Индонезии. 7 августа 1945 года для рассмотрения наработок Исследовательского комитета была сформирована Комиссия по подготовке независимости Индонезии, КПНИ (индон. Panitia Persiapan Kemerdekaan Indonesia, PPKI), председателем которой был избран Сукарно. 8 августа в ходе встречи с командующим Южной группы армий Японии фельдмаршалом Хисаити Тэраути во Вьетнаме Сукарно и Хатта получили согласие японской стороны на объявление независимости при выполнении ряда условий Токио. Однако в условиях приближающегося военного поражения японцев процесс согласования с ними вопроса независимости был прерван.
Формально японская оккупация Индонезии завершилась 15 августа 1945 года после официального объявления японским императором о принятии условий капитуляции. Однако японские войска продолжали оставаться на индонезийской территории ещё в течение нескольких месяцев до их разоружения и вывоза силами союзников.

## Период независимого развития (1945 — настоящее время)

### Период борьбы за независимость (1945—1950)
Независимость страны была провозглашена в Джакарте Сукарно и Хаттой 17 августа 1945 года. 18 августа в качестве временного представительного органа государства на базе Комиссии по подготовке независимости был сформирован Центральный национальный комитет Индонезии, который в тот же день утвердил конституцию, предусматривающую построение унитарной президентской республики и избрал Сукарно и Хатту, соответственно, президентом и вице-президентом страны.
В условиях бездействия японских войск и отсутствия сил союзников в августе — сентябре 1945 года правительству Сукарно удалось сформировать основные институты государственной власти. Однако в октябре вооружённые формирования Республики вступили в конфронтацию с войсками Великобритании, высадившимися на Яве и Суматре для вывоза оттуда капитулировавших японцев и военнопленных союзников, содержавшихся в многочисленных концентрационных лагерях (на Калимантан, Сулавеси, Молуккские и Малые Зондские острова с этими же целями высадились австралийские части, на Западный Ириан и прилегающие к нему острова — американские). В октябре британцы фактически взяли под контроль Джакарту, апогея же конфликт достиг в ноябре, когда в ходе многодневного штурма Сурабаи англичанами погибло не менее 20 тысяч индонезийцев. Одновременно в некоторых регионах произошли столкновения с японскими частями, не желавшими сдавать оружие индонезийцам.
Параллельно продолжалось формирование политических структур Республики. Отказавшись под давлением своих оппонентов от построения президентской республики с однопартийной системой, Сукарно пошёл на существенную либерализацию государственной модели. К началу 1946 года было создано 10 политических партий, учреждён пост премьер-министра (первым его занял социалист Сутан Шарир), которому было подчинено правительство, за счёт чего президентские полномочия оказались существенно урезаны.
В январе 1946 года начались столкновения с вернувшимися в бывшую колонию голландцами — Гаага отказалась признавать независимость страны и повела курс на восстановление своего суверенитета над ней. В январе же столица Республики была временно перенесена в Джокьякарту, поскольку контроль над Джакартой перешёл от британцев, приступивших к эвакуации, к нидерландской администрации. На Яве и Суматре военные действия развернулись с большой интенсивностью, в то время как другие острова Индонезии, где власть Республики фактически не была установлена, голландцам удалось занять с минимальными трудностями.
После десятимесячных боевых действий, основательно измотавших обе стороны, при британском посредничестве 12 ноября 1946 года было подписано Лингаджа́тское соглашение, по которому Нидерланды де-факто признавали суверенитет Республики Индонезии в пределах Явы, Суматры и Мадуры. На остальной территории бывшей колонии предусматривалось создание при поддержке Гааги ряда квази-независимых государств, которые вместе с Республикой Индонезией сформировали бы Соединённые Штаты Индонезии, СШИ (индон. Republik Indonesia Serikat, RIS) — федеративное образование, которое, обладая государственным суверенитетом, находилось бы в некой унии с Нидерландами.
Однако в июле 1947 года голландские войска вновь вторглись на Яву и Суматру под предлогом нарушения индонезийцами условий перемирия. В течение нескольких недель им удалось оккупировать практически всю территорию Республики, и война со стороны индонезийцев приобрела в основном партизанский характер. Активная политическая поддержка Индонезии Советским Союзом и рядом других государств привела к вмешательству в конфликт ООН, при посредничестве которой 17 января 1948 года было подписано Ренвильское соглашение, восстановившее основные положения Лингаджатской договорённости и при этом урезавшее территорию Республики Индонезии: к ней отходила лишь примерно половина Явы (два не связанных между собой анклава на западе и востоке острова) и бо́льшая часть Суматры.
Внутренняя ситуация в Республике была весьма нестабильной в силу как тяжёлой социальной обстановки, так и острого противоборства различных политических сил. В 1947—48 годах несколько раз сменялось либо существенно переформировывалось правительство. В сентябре — ноябре КПИ и ряд союзных ей организаций подняли вооружённый мятеж в Мадиуне, жёстко подавленный правительственными войсками.
В декабре 1948 года Ренвильское соглашение было сорвано: голландцы возобновили боевые действия, захватили Джокьякарту и взяли в плен Сукарно и Хатту. Оставшиеся на свободе члены их кабинета бежали в Букиттинги: провозгласив этот суматранский город временной столицей, они сформировали чрезвычайное правительство Республики Индонезии . Параллельно на подконтрольных Нидерландам территориях создавались новые государства, власти которых были полностью лояльны бывшей метрополии.
После вновь последовавшего вмешательства ООН стороны вернулись к переговорам. В мае было достигнуто перемирие, по условиям которого голландские войска покинули Джокьякарту, которая после возвращения туда освобождённых Сукарно и Хатты вновь обрела столичный статус. По итогам прошедшей в августе — ноябре 1949 года Конференции круглого стола было провозглашено создание Соединённых Штатов Индонезии со столицей в Джакарте в составе 16 государств, в том числе Республики Индонезии, в границах, определённых Ренвильским соглашением. Гаага при этом сохраняла свой контроль над Западным Ирианом. В декабре Сукарно был избран президентом, Хатта — вице-президентом СШИ, обязанности же президента Республики Индонезии, столица которой оставалась в Джокьякарте, были переданы Ассаату.
Существование СШИ оказалось непродолжительным. В феврале 1950 года после неудачной попытки захвата Джакарты вооружённым формированием «Армия справедливого царя» с территории западнояванского штата Пасундан последний был присоединён к Республике Индонезии. В течение последующих месяцев практически все штаты добровольно либо после непродолжительных военных столкновений вошли в состав Республики. 17 августа 1950 года в Джакарте Республика Индонезия была вновь провозглашена в качестве унитарного государства, включающего в свою территорию основную часть бывшей Нидерландской Ост-Индии (присоединение южной части Молуккских островов к Республике было завершено в октябре, под контролем голландцев оставалась западная часть острова Новая Гвинея). Президентом государства был избран Сукарно.

### Период «Либеральной демократии» (1950—1957)
Воссозданная Республика Индонезия унаследовала сформировавшуюся в годы борьбы за независимость политическую ситуацию, характеризовавшуюся прежде всего ярко выраженной многопартийностью и возраставшей активностью законодательных органов власти. Принятая под давлением крупнейших партий в августе 1950 года временная конституция, заменившая основной закон 1945 года, предусматривала превращение Индонезии из президентской в парламентскую республику. Полномочия главы государства кардинально сужались, существенно возрастала роль премьер-министра и парламента — Совета народных представителей (СНП). С учётом подобных политических преобразований последовавший период развития Индонезии (до февраля 1957 года) получил название «Либеральной демократии».
Для этого периода был характерен невысокий уровень политической стабильности, обусловленный как остротой социально-экономических проблем, так и достаточно конфликтными отношениями между различными политическими силами. Правительства оказывались весьма разнородными по составу и, как правило, недолговечными, а активная и независимая деятельность СНП нередко вступала в противоречие с интересами исполнительной власти. Наиболее серьёзная коллизия произошла осенью 1952 года, когда индонезийское военное руководство отказалось исполнять решение парламента о сокращении национальных вооружённых сил. Требования СНП об отставке высшего генералитета и реорганизации Министерства обороны привели к так называемому «инциденту 17 октября 1952 года» — массовым антипарламентским выступлениям, в которых приняли участие не только военные, но и значительное количество сочувствовавшего им гражданского населения. Конфликт удалось урегулировать только благодаря личному вмешательству Сукарно, призвавшего военных к порядку и добившегося от парламентариев существенной корректировки программы сокращения армии.
С середины 1950-х годов президент Сукарно во всё большей степени склонялся к внедрению социалистических методов управления экономикой и постепенному политическому сближению с Советским Союзом, что, в свою очередь, вызывало резкое неприятие правых и мусульманских партий. Одновременно проводился внешнеполитический курс, направленный на утверждение лидерства Индонезии среди развивающихся стран. Важнейшим шагом в этом направлении стало проведение в апреле 1955 года в Бандунге Конференции стран Азии и Африки, в немалой степени способствовавшей росту международного авторитета Джакарты.
В сентябре 1955 года в стране прошли первые всеобщие парламентские выборы, по итогам которых в состав СНП вошли представители 28 партий (ранее он был укомплектован представителями назначавшегося президентом ЦНКИ и делегатами штатов упразднённых СШИ). Крупнейшие фракции были сформированы мусульманскими Машуми и Нахдатул Улама, сукарновской Национальной партией Индонезии и Компартией. Обновлённый парламент оказался ещё в большей степени склонен к проведению самостоятельной линии в государственных делах и, соответственно, к пикировкам с президентом. В декабре 1955 года состоялись выборы в Учредительное собрание (индон. Dewan Konstituante) — орган, которому надлежало разработать и принять новую, постоянную конституцию страны — завершившиеся формированием этой структуры с партийным раскладом, аналогичным СНП.
Внутриполитическая нестабильность усугублялась активизацией деятельности вооружённых антиправительственных группировок — прежде всего, исламистских формирований «Даруль Ислам», действовавших на Яве, Суматре и Сулавеси, а также нарастанием сепаратистских движений в различных регионах.
В феврале 1957 года в условиях острого политического кризиса, вызванного противостоянием между президентом и СНП, Сукарно, заручившись поддержкой военных, обнародовал доктрину «Насаком», предусматривавшую, в частности, фактический отказ от парламентаризма, и объявил о переходе страны к так называемой «направляемой демократии» (индон. Demokrasi Terpimpin).

### Период «направляемой демократии» (1957—1965)
Переход к «направляемой демократии» выразился прежде всего в расширении президентских полномочий при существенном ограничении роли органов законодательной власти. СНП изначально не был распущен формально, однако его деятельность оказалась практически приостановленной в условиях объявленного в марте 1957 года военного положения. Сукарно мотивировал этот шаг необходимостью не только преодоления политического кризиса, но и подавления активизировавшихся антиправительственных и сепаратистских движений, к этому времени контролировавших более 15 % территории страны. В начале 1957 года из-под власти центра практически полностью вышли Сулавеси и Суматра. На первом из этих островов действовала организация «Перместа», требовавшая предоставления широкой региональной автономии, на втором — Революционное правительство Республики Индонезии (РПРИ), которое вообще объявило о себе как о законной власти всей Республики. На сторону «Перместы» и РПРИ перешло немало авторитетных военных и политических деятелей, совокупная численность их вооружённых формирований составляла не менее 130 тысяч человек. Обе структуры пользовались поддержкой — в том числе военной помощью — со стороны США и ряда стран Запада, а также установили контакты с исламистами «Даруль Ислам», также нарастившими в этот период свою активность.
Проведя серию масштабных военных операций, центральное правительство смогло к концу 1957 года полностью разгромить силы РПРИ и восстановить контроль над Суматрой. К середине 1958 года были разгромлены основные силы «Перместы» и ликвидированы многие очаги сопротивления «Даруль Ислама». В случае с РПРИ и «Перместой» власти не ограничивались силовыми методами борьбы — многие требования мятежников были выполнены, значительная часть их лидеров и активистов была освобождена от ответственности.
В этих условиях Сукарно при поддержке военных повёл курс на восстановление конституции 1945 года, предусматривавшей строительство президентской республики. После неудачных попыток провести это решение через Учредительное собрание в июле 1959 года последнее было распущено и старая конституция была восстановлена президентским декретом. Соответственно, правительство возвращалось в президентское подчинение, пост премьер-министра ликвидировался. В августе Сукарно был провозглашён так называемый «Политический манифест», декларировавший строительство самобытного индонезийского социализма, «направляемой демократии», «направляемой экономики» и централизации административно-территориальной системы страны. В марте 1960 года после попытки наложить вето на президентский проект госбюджета был распущен парламент, а две крупнейшие партии — Машуми и Социалистическая партия, отказавшиеся признать положения «Политического манифеста» — запрещены.
В августе 1960 года Совет народных представителей был воссоздан, однако в его состав вошли лишь представители лояльных президенту партий и новосозданные фракции военных и представителей так называемых «функциональных групп» (различных общественных и профсоюзных организаций), делегировавшиеся, соответственно, командованием вооружённых сил и президентом. Ещё более широкое представительство вооружённые силы и пропрезидентские «функциональные группы» получили в сформированном вскоре Народном консультативном конгрессе — высшем законодательном органе государства, включившем в себя СНП в качестве нижней палаты.
Укрепление личной власти Сукарно сопровождалось охлаждением отношений Джакарты с Западом и, соответственно, усилением её внешнеполитического крена в сторону Советского Союза и социалистического лагеря в целом. Особая напряжённость возникла в отношениях с Нидерландами — Индонезия выдвинула претензии на территорию Западного Ириана, которую бывшая метрополия продолжала удерживать в колониальном владении. В начале 1960-х годов при активной политической поддержке и военно-технической помощи со стороны СССР (Джакарте было безвозмездно передано значительное количество кораблей и вооружения, в стране размещён внушительный аппарат советских военных советников) Сукарно пошёл на прямую военную конфронтацию с Гаагой. После серии небольших стычек на море и мощного давления, оказанного на Нидерланды по политико-дипломатическим каналам, последние согласились на уступку Западного Ириана: в сентябре 1962 года эта территория была передана под управление ООН, а в мае 1963 года официально включена в состав Индонезии.
Другим проявлением антиимпериалистической политики Сукарно стала инициированная им в 1963 году конфронтация с Малайзией — Джакарта выступила категорически против формирования Малайзии путём объединения Малайской Федерации и освобождаемых британских колоний на Калимантане, опасаясь её превращения в сателлита Великобритании и проводника западного влияния в регионе. На Суматре и Калимантане были развёрнуты масштабные военные приготовления, была открыто оказана военная помощь антибританским группировкам, действовавшим в Брунее и других колониальных владениях, мобилизованы более 20 миллионов добровольцев для армии вторжения (всего на нужды конфронтации уходило около 80 % госбюджета страны). В 1964 году отряды индонезийских добровольцев неоднократно вторгались на территорию Саравака и Сабаха, где вступали в бои с дислоцированными там военными частями стран Британского содружества, было проведено несколько неудачных десантных операций на территории континентальной Малайзии.
В отличие от борьбы за Западный Ириан, антималайзийская кампания Сукарно не получила поддержки со стороны СССР, большей части соцлагеря и неприсоединившихся государств. На роль главного внешнеполитического союзника Джакарты на этом этапе выдвинулся Пекин. В январе 1965 года после избрания новосозданной Малайзии в состав Генассамблеи ООН Сукарно объявил о выходе Индонезии из Организации Объединённых Наций и намерениях создания совместно с КНР, не состоявшей в этот период в ООН, новой международной глобальной организации, которая объединила бы «новые поднимающиеся силы человечества».

### Государственный переворот (1965)
Радикальный антиимпериалистический курс внешней политики Сукарно и его социалистический уклон во внутриполитических и экономических делах активно поддерживались Коммунистической партией Индонезии и другими левыми силами, значительно усилившими в этот период своё влияние. В то же время они вызывали резкое отторжение со стороны правых партий и значительной части военных. Подобная ситуация привела в начале 1965 года к нагнетанию острейшего политического кризиса, в обстановке которого противоборствующие силы обвиняли друг друга в намерении узурпации власти. При этом верхушка вооружённых сил и спецслужб оказалась расколотой по идеологическому принципу: если командование сухопутных войск солидаризировалось с правыми политическими силами, а во внешнеполитическом плане достаточно чётко ориентировалось на США, то сохранившие существенное советское влияние командования ВВС и президентской охраны в значительной степени склонялись к сотрудничеству с КПИ.
Кульминацией противостояния стала попытка государственного переворота, совершённая Движением 30 сентября — группой активистов КПИ, ряда левых организаций и офицеров президентской охраны: под предлогом защиты Сукарно от якобы готовящегося военного путча ими была захвачена и убита бо́льшая часть высшего генералитета сухопутных войск. Не добившись открытой поддержки своих действий со стороны президента, занявшего выжидательную позицию, мятежники объявили о переходе всей полноты власти в стране к сформированному ими Революционному совету во главе с подполковником Унтунгом. Немногочисленные верные совету части взяли под контроль президентский дворец, отдельные районы Джакарты и головную базу ВВС, однако против них выступили крупные силы сухопутных войск, мобилизованные генерал-майором Сухарто, которым в течение двух суток удалось подавить выступление мятежников. В течение нескольких недель были ликвидированы очаги сопротивления сторонников Движения 30 сентября в различных районах Явы.
В итоге группировке военных под руководством Сухарто удалось совершить контрпереворот: подавив Движение 30 сентября, они фактически взяли Сукарно под свой контроль и приступили к постепенной узурпации государственной власти. В середине октября Сухарто, занявшим должность главкома сухопутных войск, было учреждено Оперативное командование по восстановлению безопасности и порядка — Копкамтиб (индон. Komando Operasi Pemulihan Keamanan dan Ketertiban, Kopkamtib), наделённое фактически неограниченными сыскными и карательными полномочиями. Становление нового режима сопровождалось жёстким подавлением политических противников армии, прежде всего компартии и союзных ей организаций: против них была развёрнута масштабная кампания террора. В результате репрессий и массовых внесудебных убийств инакомыслящих, продолжавшихся более двух лет, погибло, по разным данным, от 500 тысяч до 2 миллионов человек, не менее 600 тысяч было подвергнуто тюремному заключению.

### Период «Нового порядка» (1965—1998)
Эпоха, начавшаяся после подавления переворота 30 сентября 1965 года, получила официальное название «Нового порядка». Отстранение от власти президента Сукарно происходило поэтапно. 11 марта 1966 года под нажимом военных им был подписан указ, предоставлявший Сухарто право принимать от имени президента любые меры, необходимые для поддержания безопасности и порядка в стране. В рамках этих полномочий Сухарто, в частности, обеспечил законодательный запрет на деятельность компартии, добился формирования правительства, половину членов которого составляли военные. 12 марта 1967 года чрезвычайная сессия Народного консультативного конгресса окончательно отстранила Сукарно от власти (при этом он был лишён права заниматься политической деятельностью и посажен под домашний арест), назначив Сухарто исполняющим обязанности президента. 27 марта 1968 года ещё одна внеочередная сессия НКК избрала Сухарто президентом Индонезии.
Правительство Сухарто, опираясь на военных и правые политические силы, взяло курс на активизацию уже наметившихся преобразований во всех сферах государственной жизни. В короткие сроки в стране была выстроена жёсткая вертикаль исполнительной власти, ключевую роль в которой играла армия, официально наделённая «социально-политической функцией»: военные занимали большую часть правительственных постов и должностей в местных органах власти. При этом роль органов законодательной власти была существенно снижена.
Антикоммунизм был зафиксирован на уровне государственной политики. Политическое инакомыслие жёстко пресекалось: была произведена кардинальная чистка государственного аппарата от лиц, хотя бы в малейшей степени причастных к деятельности компартии, наложены существенные ограничения на гражданские права и свободы, ужесточён контроль за деятельностью политических партий и общественных объединений. В качестве собственной «политической надстройки» военные и близкие им правые гражданские силы использовали организацию Голкар, с 1964 года объединявшую значительную часть лояльных исполнительной власти общественных организаций, — она была значительно укрупнена и преобразована в политический блок, допущенный к участию в парламентских выборах. При этом по новому законодательству в состав Совета народных представителей, Народного консультативного конгресса и местных законодательных органов всех уровней вводились фракции вооружённых сил, члены которых назначались президентом либо, соответственно, губернатором.
Кардинально пересмотрена была и экономическая политика: отказавшись от социалистических методов хозяйствования, активно внедрявшихся при Сукарно, правительство Сухарто повело курс на ускоренное развитие в стране рыночных механизмов при обеспечении активной экономической роли государства. При этом важным экономическим игроком становилась и сама армия, которой в законодательном порядке было предоставлено право хозяйственной деятельности как на организационном, так и на индивидуальном уровне: собственниками коммерческих предприятий могли быть не только оборонное ведомство, отдельные виды вооружённых сил, их соединения и части, но и представители генералитета и офицерского корпуса.
Не менее резкий поворот произошёл и во внешней политике Индонезии: ещё до формального прихода к власти Сухарто была взята линия на всемерное сближение с США и Западом в целом, что, естественно, сопровождалось резким охлаждением отношений с СССР и большей частью соцстран, в частности, с Китаем. Последний, обвинённый в подстрекательстве КПИ к государственному перевороту, был объявлен главным внешнеполитическим противником Джакарты, дипломатические отношения и практические связи с ним были разорваны. Одновременно новые власти в кратчайшие сроки добились нормализации отношений с Малайзией и другими странами-соседями, активного подключения Индонезии к процессам региональной интеграции. В результате в августе 1967 года при инициативной роли Джакарты была создана Ассоциация государств Юго-Восточной Азии (АСЕАН).
В достаточно короткие сроки режиму «Нового порядка» удалось добиться высокого уровня социально-политической стабильности и управляемости государственной системой при формальном сохранении ограниченного политического плюрализма и, в частности, многопартийности. На парламентских выборах, проводившихся начиная с 1971 года раз в пять лет, абсолютное большинство голосов избирателей неизменно получал блок Голкар, который играл роль «партии власти», последовательно поддерживавшей президентский курс. В 1974 году было произведено принудительное слияние политических партий: все партии мусульманского толка были объединены в Партию единства и развития (ПЕР), все партии светской и христианской ориентации — в Демократическую партию Индонезии (ДПИ). Обе новосозданные партии формально оставались в оппозиции Голкар, однако их деятельность жёстко контролировалась исполнительной властью.
В декабре 1975 года индонезийские войска захватили Восточный Тимор, провозгласивший незадолго до того независимость от Португалии. В июле 1976 года он был официально включён в состав Индонезии в статусе провинции. Упорное сопротивление сторонников независимости Восточного Тимора, развернувших масштабную партизанскую войну, потребовало впоследствии от индонезийских военных серьёзных усилий для удержания этой территории под контролем. Другими проблемными регионами были провинция Ириан Джая, созданная в 1969 году на территории Западного Ириана, и особый административный округ Ачех: там с середины 1970-х годов приходилось вести борьбу с достаточно активными сепаратистскими движениями — соответственно, Организацией «Свободное Папуа» и Движением за свободный Ачех.
Экономическая политика «Нового порядка» оказалась весьма эффективной. К середине 1980-х годов в страну удалось привлечь крупные потоки иностранных инвестиций, развить многие современные отрасли промышленности и сферы обслуживания, существенно модернизировать сельское хозяйство, выстроить устойчивую кредитно-финансовую систему. В 1990-е годы Индонезия вошла в число наиболее динамично развивающихся стран Азии. Экономический рост сопровождался значительным совершенствованием инфраструктуры, систем здравоохранения и образования и, в целом, качественным повышением среднего уровня жизни населения.
В условиях растущего социального благополучия тоталитарные методы государственного управления, ограничения политических прав и свобод, практиковавшиеся правительством Сухарто, не вызывали сколь-либо масштабного недовольства. Степень политического конформизма широких слоёв населения была весьма высокой, проявления гражданского протеста носили, как правило, локальный характер и быстро нейтрализовались. Наиболее значительным из них в этот период стало выступление радикально настроенных мусульман в районе джакартского порта Танджунг-Приок в сентябре 1984 года, жёстко подавленное с применением военной силы.
Кардинальные изменения повлёк за собой азиатский финансово-экономический кризис 1997—1998 годов, крайне болезненно сказавшийся на экономике Индонезии. Коллапс целых отраслей экономики, резкое снижение доходов широких слоёв населения привели к обострению социальной напряжённости, массовому недовольству политикой правительства, эскалации этноконфессионального экстремизма. В короткие сроки сформировалось активное антиправительственное движение, костяком которого стали студенческие и молодёжные организации. При этом большая часть протестных акций проходила не под экономическими, а под политическими лозунгами. Особое отторжение вызвали итоги съезда НКК в марте 1998 года: высший законодательный орган страны в шестой раз переизбрал Сухарто на пост президента и утвердил пятилетний курс государственной политики, не предусматривавший даже косметических общественно-политических преобразований.
Ситуация вошла в критическую фазу после расстрела студенческой демонстрации в Джакарте 12 мая 1998 года и последовавших за ним массовых беспорядков, охвативших значительную часть индонезийской столицы, в ходе которых погибло более 1200 человек. После неудачных попыток формирования подконтрольных правительству структур, способных разработать компромиссный вариант политических преобразований, 21 мая 1998 года президент Сухарто объявил о своей отставке. Главой государства был назначен вице-президент Б. Ю. Хабиби.

### Постсухартовский период (1998 — настоящее время)
Сформированное Хабиби правительство развернуло программу широких политических преобразований, ключевым элементом которой стала либерализация партийной системы и избирательного законодательства: в короткие сроки в стране были созданы десятки политических партий, получивших возможность бороться за места в СНП. Одновременно под сильным международным нажимом Джакарта вынуждена была согласиться на проведение в августе 1999 года референдума о самоопределении Восточного Тимора, в ходе которого абсолютное большинство жителей этой территории высказались в пользу независимости. Процесс суверенизации Восточного Тимора, проходивший под контролем ООН, завершился в мае 2002 года.
По итогам прошедших в июне 1999 года парламентских выборов представительство в СНП получила 21 партия, наибольшую фракцию сформировала оппозиционная Демократическая партия борьбы Индонезии во главе с дочерью Сукарно Мегавати Сукарнопутри. 20—23 октября 1999 года в ходе сессии НКК президентом страны был избран Абдуррахман Вахид, многолетний руководитель крупнейшей мусульманской общественной организации страны Нахдатул Улама, лидер умеренно-мусульманской Партии национального пробуждения. Мегавати Сукарнопутри, номинация которой на пост главы государства встретила отторжение мусульманских партий, была избрана вице-президентом.
В период президентства Вахида удалось решить некоторую часть социально-экономических проблем, активизировать международные связи Джакарты, снизить уровень напряжения в Аче и Ириан Джае за счёт расширения автономии этой территории. Однако политическая обстановка в стране оставалась достаточно сложной: практически сразу обозначилась тенденция к противостоянию между главой государства, стремившимся к максимальной келейности принятия важных государственных решений, и парламентом. Усилия Вахида по принижению роли законодателей привели к тому, что постепенно к активному оппонированию президенту в СНП подключилось даже большинство его прежних сторонников.
Противостояние СНП с президентом стало главной составляющей государственного развития Индонезии на протяжении полутора лет и завершилось острым политическим кризисом в июне — июле 2001 года. 21 июля парламентариями был инициирован созыв внеочередной сессии НКК для рассмотрения вопроса о вынесении вотума недоверия президенту. 22 июля Вахид объявил о введении в стране чрезвычайного положения и отдал приказ вооружённым силам о недопущении проведения сессии НКК, который был проигнорирован военными, открыто вставшими на сторону парламентариев. 23 июля НКК принял решение об отставке Вахида и передаче полномочий главы государства вице-президенту Мегавати Сукарнопутри.
Правительство Мегавати Сукарнопутри продолжило курс, направленный на оздоровление социально-экономической обстановки, урегулирование и планомерную либерализацию политической жизни страны, обеспечение её территориальной целостности. В частности, в соответствии с обновлённым законодательством, в стране вводились прямые президентские выборы, был завершён процесс поэтапного демонтажа «социально-политической функции» вооружённых сил. Кроме того, были предприняты меры по расширению полномочий регионов: в этих целях, в частности, принципиальному реформированию подвергся высший законодательный орган страны — Народный консультативный конгресс. Если прежде в состав НКК, помимо депутатов Совета народных представителей, входили представители местных законодательных органов власти, различных общественных организаций, а также политических партий и вооружённых сил пропорционально присутствию депутатов последних в СНП, и при этом их совокупность не являлась самостоятельным политическим институтом, то в 2004 году в качестве верхней палаты НКК был учреждён Совет представителей регионов (индон. Dewan Perwakilan Daerah) в составе делегатов от провинций и приравненных к ним территориальных единиц (по 4 представителя от каждой).
При этом сохраняли остроту этноконфессиональные противоречия в различных регионах страны, активную деятельность развернули радикальные исламистские группировки. На этот период пришлись наиболее масштабные из совершённых в современной индонезийской истории террористические акты, самыми кровопролитными из которых были взрывы на острове Бали в октябре 2002 года.
По итогам прошедших в два тура в июле и сентябре 2004 года первых в истории Индонезии прямых президентских выборов убедительную победу одержал Сусило Бамбанг Юдойоно — отставной армейский генерал, занимавший различные посты в правительствах Вахида и Мегавати Сукарнопутри, создатель и лидер Демократической партии. Вице-президентом, избранным в паре с главой государства, стал председатель Голкар Юсуф Калла.
Правительству Юдойоно удалось добиться значительных успехов в урегулировании этноконфессиональных проблем. Важнейшим достижением в этом контексте стало заключение при посредничестве Евросоюза в августе 2005 года мирного соглашения с наиболее мощной из сепаратистских структур — Движением за свободный Ачех (ДСА), положившее конец более чем тридцатилетнему конфликту на севере Суматры. В последующем условия соглашения чётко соблюдались как центральным правительством, так и ДСА, что способствовало значительному оздоровлению обстановки в этом регионе.
Во второй половине 2000-х годов существенный прогресс был достигнут на экономическом направлении: в значительной степени была восстановлена инвестиционная привлекательность страны и устойчивость основных промышленных и коммерческих отраслей. Страна вполне благополучно пережила Мировой финансово-экономический кризис 2008—2009 годов, её основные макроэкономические показатели снизились весьма незначительно и достаточно быстро вернулись к докризисному уровню, после чего восстановилась позитивная динамика. Расширились и активизировались международные связи Джакарты, укрепились её позиции в рамках региональных интеграционных структур.
В июле 2009 года Сусило Бамбанг Юдойоно был переизбран на пост главы государства: второй срок президентства, в силу соответствующего конституционного ограничения, был для него априорно последним. Новым вице-президентом стал беспартийный экономист Будионо, занимавший до того ряд правительственных постов. Сформированное ими правительство в целом продолжило политику, характерную для периода первого президентства Юдойоно — с акцентом на урегулирование этноконфессиональных противоречий и оздоровление экономики.
В ходе президентских выборов 2014 года победу одержал тандем Джоко Видодо — Юсуф Калла, представлявших, соответственно, Демократическую партию борьбы Индонезии и Голкар. Их приход к власти не привел к сколь либо резким подвижкам государственного курса, а лишь к определенной его нюансировке. Главным приоритетом национального развития было объявлено совершенствование инфраструктуры. Дополнительные меры социально-экономического характера были предприняты в целях снижения напряженности на индонезийских территориях Новой Гвинеи, которые после успешного урегулирования ачехского конфликта остались единственной горячей точкой Индонезии. Реакция на подъем исламистских настроений в стране была комплексной: весьма жесткие действия в отношении экстремистского подполья сочетались с уступками в отношениях с умеренной частью мусульманских общественно-политических сил. Одним из проявлений последних стал выбор Джкоко Видодо в качестве кандидата в вице-президента в ходе президентских выборов 2019 года видного исламского богослова, лидера Нахдатул Улама Мааруфа Амина.
Победа на упомянутых выборах позволила Джоко Видодо занять пост главы государства на очередной срок. Его второе правительство в целом продолжило курс предыдущего. Наиболее значимым и резонансным его шагом стал анонсированный вскоре после выборов перенос столицы Индонезии из Джакарты в новый город, который было решено построить на территории провинции Восточный Калимантан. Аргументами в пользу этого послужила перенаселённость Джакарты, а также серьезные экологические и инфраструктурные проблемы этого мегаполиса. В январе 2022 года строящаяся столица получила название Нусантара. Осуществляется поэтапный перевод центральных органов государственной власти на новое место. По состоянию на середину 2024 году сроки официального переноса столицы не определены.
Одновременно с этим, второе правительство Джоко Видодо продолжало линию на разукрупнение административно-территориального деления страны с особым акцентом на территории, расположенные в западной части острова Новая Гвинея. Так, в 2022 году из существовавших там двух провинций Папуа и Западное Папуа были выделены ещё четыре: Папуа-Пегунунган, Центральное Папуа, Южное Папуа и Юго-Западное Папуа.
В феврале 2024 года в Индонезии состоялись очередные президентские выборы. По их итогам победу одержал Прабово Субианто, лидер Движения за великую Индонезию, до того дважды безуспешно соперничавший в борьбе за пост главы государства с Джоко Видодо. Вице-президентом был избран беспартийный Гибран Ракабуминг Рака. Оба политика состоят в родстве с бывшими руководителями страны: Прабово женат на одной из дочерей Сухарто, а его заместитель является старшим сыном Джоко Видодо. Вступление в должность их тандема состоялось 20 октября 2024 года.